# Прибатурин, Николай Алексеевич
Николай Алексеевич Прибатурин (род. 20 июня 1953 года) — российский физик, член-корреспондент РАН (2019).
Заместитель руководителя лаборатории проблем тепломассопереноса Института теплофизики имени С. С. Кутателадзе СО РАН.

## Научная деятельность
Специалист в области теплофизического моделирования динамики теплоносителей, в том числе тяжёлых жидкометаллических теплоносителей (ТЖМТ), ядерных энергетических установок (ЯЭУ).
Автор более 200 работ, 1 монографии.
Основные научные результаты:
- проведены исследования и получен ряд экспериментальных данных по закономерностям теплообмена и гидродинамики теплоносителей в элементах ЯЭУ, обосновывающих проектные решения, уточняющих физические модели течения теплоносителей, расчётные соотношения и вносящих существенный вклад в наполнение матриц верификации расчётных кодов, в том числе верификацию CFD методов расчёта;
- экспериментально исследовано формирование, истечение, тепловое и гидродинамическое воздействие мощных вскипающих струй теплоносителя при разрывах трубопроводов ЯЭУ вплоть до высоких давлений и температур водяного теплоносителя;
- исследованы волновые процессы в парожидкостных средах, усиление импульсов давления, конденсационный гидроудар, созданы основы расчётных моделей и методик;
- разработаны методики, проведены модельные эксперименты и получены результаты по течению ТЖМТ, обосновывающие снижение рисков возникновения аварийных событий;
- получены приоритетные результаты по теплофизическому обоснованию новых типов тепловыделяющих сборок ЯЭУ, повышающих мощность реакторной установки.